# Фазлиу, Лаура
Лаура Фазлиу (алб. Laura Fazliu; род. 28 сентября 2000, Косовска-Митровица) — косовская дзюдоистка, бронзовый призёр летних Олимпийских игр 2024 года, двукратный бронзовый призёр чемпионатов мира 2024 и 2025 годов, серебряный призёр чемпионата Европы 2022 года, бронзовый призёр чемпионата Европы 2023 года, чемпионка Средиземноморских игр 2022 года.

## Биография
Лаура Фазлиу борется в весовой категории до 63 килограммов и представляет Республику Косово на международной спортивной арене.
В 2022 году удачно выступила на чемпионате Европы, заняла второе место, уступив в финале сопернице из Великобритании Гемме Хауэлл.
В 2022 году на Средиземноморских играх в Алжире завоевала золотую медаль. В 2023 году стала победительницей турнира из серии Мастерс в Будапеште.
В ноябре 2023 года, во французском Монпелье, на чемпионате Европы, косовская дзюдоистка в весовой категории до 63 кг стала обладателем бронзовой медали, в поединке за третье место победила португалку Барбару Тиму.
Весной 2024 года на предолимпийском чемпионате мира, который состоялся в Объединённых Арабских Эмиратах, Лаура завоевала бронзовую медаль, в поединке за третье место она победила спортсменку из Канады Катрин Бошмен-Пинар.
На летних Олимпийских играх 2024 года в Париже Лаура завоевала бронзовую медаль, одолев в схватке за третье место хорватку Катарину Кришто.
В июне 2025 года на чемпионате мира в Будапеште в весовой категории до 63 кг завоевала бронзовую медаль. В схватке за третье место одолела соперницу из Бразилии Науану Силву. 